# Олиха, Томпсон
То́мпсон Оли́ха (англ. Thompson Oliha; 4 октября 1968, Бенин-Сити — 30 июня 2013, Илорин) — нигерийский футболист, полузащитник.

## Клубная карьера
Играл за нигерийские «Бендел Иншурэнс» и «Ивуаньянву Нэйшнл», а также «Африка Спорт» из Кот-д’Ивуара, израильский «Маккаби Ирони» и турецкий «Антальяспор». Обладал мощным ударом, хорошо играл головой. Завершил карьеру в 27 лет после травмы колена.

## В сборной
В сборной Нигерии сыграл 31 матч, забил два мяча. Дебютировал в 1990 году в игре против сборной Сенегала, последний матч провёл на чемпионате мира 1994, выйдя на замену во встрече 1/8 финала с Италией (1:2).
Участник чемпионата мира среди молодёжных команд 1987.

## Смерть
Умер от осложнений малярии 30 июня 2013 года.